# Moreno Merenda
Moreno Merenda (Baar, 17 de mayo de 1978) es un futbolista suizo. Juega de delantero y su actual equipo es el FC Vaduz de la Super Liga Suiza.

## Trayectoria
Moreno Merenda debutó en 1995 en el FC Luzern, donde solo convirtió un gol. Más tarde se fue al Neuchâtel Xamax FC. En 1999 jugó doce partidos en su estadía en el FC Locarno donde metió un gol. Ese mismo año también estuvo en otro club, el BSC Young Boys; esta vez jugó 19 partidos. Durante 2000-2001 jugó 29 partidos y convirtió 17 goles en el FC Baden. Luego,  en sus años en el FC Vaduz tuvo un gran éxito al convertir 40 goles en 55 partidos. Tiempo después entró al FC St. Gallen, donde le fue un poco peor. Durante 2006 jugó en el FC Schaffhausen.

## Selección nacional
Ha sido internacional con la Selección de fútbol de Suiza Sub-21.

## Clubes
| Club               | País          | Año         |
| ------------------ | ------------- | ----------- |
| FC Luzern          | Suiza         | 1995 - 1998 |
| Neuchâtel Xamax FC | Suiza         | 1998        |
| FC Locarno         | Suiza         | 1999        |
| BSC Young Boys     | Suiza         | 1999        |
| FC Wohlen          | Suiza         | 2000        |
| FC Baden           | Suiza         | 2000 - 2001 |
| FC Vaduz           | Liechtenstein | 2001 - 2002 |
| FC St. Gallen      | Suiza         | 2002 - 2005 |
| FC Schaffhausen    | Suiza         | 2006        |
| Neuchâtel Xamax FC | Suiza         | 2006 - 2008 |
| FC St. Gallen      | Suiza         | 2008 - 2010 |
| FC Vaduz           | Liechtenstein | 2010-       |

- Datos: Q670505